# Gonda
Gonda es  una ciudad y municipio situado en el distrito de Gonda en el estado de Uttar Pradesh (India). Su población es de 114046 habitantes (2011). El área metropolitana cuenta con 138632 habitantes (2011).

## Clima
| Parámetros climáticos promedio de Gonda, Uttar Pradesh (1981–2010, extremes 1932–1993) | Parámetros climáticos promedio de Gonda, Uttar Pradesh (1981–2010, extremes 1932–1993) | Parámetros climáticos promedio de Gonda, Uttar Pradesh (1981–2010, extremes 1932–1993) | Parámetros climáticos promedio de Gonda, Uttar Pradesh (1981–2010, extremes 1932–1993) | Parámetros climáticos promedio de Gonda, Uttar Pradesh (1981–2010, extremes 1932–1993) | Parámetros climáticos promedio de Gonda, Uttar Pradesh (1981–2010, extremes 1932–1993) | Parámetros climáticos promedio de Gonda, Uttar Pradesh (1981–2010, extremes 1932–1993) | Parámetros climáticos promedio de Gonda, Uttar Pradesh (1981–2010, extremes 1932–1993) | Parámetros climáticos promedio de Gonda, Uttar Pradesh (1981–2010, extremes 1932–1993) | Parámetros climáticos promedio de Gonda, Uttar Pradesh (1981–2010, extremes 1932–1993) | Parámetros climáticos promedio de Gonda, Uttar Pradesh (1981–2010, extremes 1932–1993) | Parámetros climáticos promedio de Gonda, Uttar Pradesh (1981–2010, extremes 1932–1993) | Parámetros climáticos promedio de Gonda, Uttar Pradesh (1981–2010, extremes 1932–1993) | Parámetros climáticos promedio de Gonda, Uttar Pradesh (1981–2010, extremes 1932–1993) |
| Mes                                                                                    | Ene.                                                                                   | Feb.                                                                                   | Mar.                                                                                   | Abr.                                                                                   | May.                                                                                   | Jun.                                                                                   | Jul.                                                                                   | Ago.                                                                                   | Sep.                                                                                   | Oct.                                                                                   | Nov.                                                                                   | Dic.                                                                                   | Anual                                                                                  |
| -------------------------------------------------------------------------------------- | -------------------------------------------------------------------------------------- | -------------------------------------------------------------------------------------- | -------------------------------------------------------------------------------------- | -------------------------------------------------------------------------------------- | -------------------------------------------------------------------------------------- | -------------------------------------------------------------------------------------- | -------------------------------------------------------------------------------------- | -------------------------------------------------------------------------------------- | -------------------------------------------------------------------------------------- | -------------------------------------------------------------------------------------- | -------------------------------------------------------------------------------------- | -------------------------------------------------------------------------------------- | -------------------------------------------------------------------------------------- |
| Temp. máx. abs. (°C)                                                                   | 28.9                                                                                   | 35.0                                                                                   | 41.1                                                                                   | 45.0                                                                                   | 49.9                                                                                   | 48.0                                                                                   | 43.2                                                                                   | 40.0                                                                                   | 38.0                                                                                   | 39.2                                                                                   | 37.7                                                                                   | 29.0                                                                                   | 49.9                                                                                   |
| Temp. máx. media (°C)                                                                  | 22.7                                                                                   | 25.7                                                                                   | 31.9                                                                                   | 37.3                                                                                   | 38.5                                                                                   | 37.5                                                                                   | 33.4                                                                                   | 32.8                                                                                   | 32.4                                                                                   | 31.9                                                                                   | 29.1                                                                                   | 24.6                                                                                   | 31.5                                                                                   |
| Temp. mín. media (°C)                                                                  | 8.3                                                                                    | 10.7                                                                                   | 15.8                                                                                   | 21.2                                                                                   | 24.2                                                                                   | 25.7                                                                                   | 25.1                                                                                   | 24.7                                                                                   | 23.8                                                                                   | 20.1                                                                                   | 14.1                                                                                   | 9.9                                                                                    | 18.6                                                                                   |
| Temp. mín. abs. (°C)                                                                   | 0.1                                                                                    | 1.6                                                                                    | 4.0                                                                                    | 11.8                                                                                   | 13.2                                                                                   | 16.7                                                                                   | 15.6                                                                                   | 16.7                                                                                   | 14.0                                                                                   | 12.2                                                                                   | 5.6                                                                                    | 0.7                                                                                    | 0.1                                                                                    |
| Lluvias (mm)                                                                           | 13.8                                                                                   | 10.3                                                                                   | 9.2                                                                                    | 8.3                                                                                    | 28.6                                                                                   | 126.3                                                                                  | 333.1                                                                                  | 286.9                                                                                  | 246.6                                                                                  | 53.9                                                                                   | 1.2                                                                                    | 10.6                                                                                   | 1128.6                                                                                 |
| Días de lluvias (≥ 1 mm)                                                               | 1.3                                                                                    | 1.3                                                                                    | 0.9                                                                                    | 0.9                                                                                    | 2.3                                                                                    | 6.0                                                                                    | 13.2                                                                                   | 11.0                                                                                   | 7.6                                                                                    | 1.7                                                                                    | 0.2                                                                                    | 1.0                                                                                    | 47.5                                                                                   |
| Fuente: India Meteorological Department                                                |                                                                                        |                                                                                        |                                                                                        |                                                                                        |                                                                                        |                                                                                        |                                                                                        |                                                                                        |                                                                                        |                                                                                        |                                                                                        |                                                                                        |                                                                                        |

## Demografía
Según el  censo de 2011 la población de Gonda era de 114046 habitantes, de los cuales 59948 eran hombres y 54098 eran mujeres. Gonda tiene una tasa media de alfabetización del 80,28%, superior a la media estatal del 67,68%: la alfabetización masculina es del 84,17%, y la alfabetización femenina del 75,96%.